# Christmas World
Christmas World ist das zweite Studioalbum der deutschen Dance-Pop-Band Banaroo. Es erschien am 25. November 2005 im deutschsprachigen Raum und ist ihr einziges Weihnachtsalbum.

## Veröffentlichung
Die Erstveröffentlichung der Platte fand am 25. November 2005 statt. Außerdem erschien das Album nochmals am 17. November 2006. Dieses hat eine variierte Titelliste. Zudem entfallen die zwei Musikvideos. Als weiterer Titel ist das Bonusstück Song of Joy zu hören.

## Titellisten
Standard CD
| #   | Titel                                                                                 | Dauer |
| --- | ------------------------------------------------------------------------------------- | ----- |
| 1.  | „Coming Home for Christmas“ (Single-Version) Carsten Wegener, Timo Hohnholz           | 3:23  |
| 2.  | „Bling Bling Here Bling Bling There“ Trad., Holger Obenaus, Norbert Zucker, C. Newman | 3:15  |
| 3.  | „Christmas Time“ Christian Geller                                                     | 3:39  |
| 4.  | „Feliz Navidad“ José Feliciano                                                        | 4:00  |
| 5.  | „Let’s Go for a Ride“ Trad., Holger Obenaus, Norbert Zucker, C. Newman                | 2:40  |
| 6.  | „Sweet Inspiration“ Trad., Holger Obenaus, Norbert Zucker, C. Newman                  | 3:09  |
| 7.  | „Only Love“ Trad., Holger Obenaus, Norbert Zucker, C. Newman                          | 3:13  |
| 8.  | „X-Mas Toy“ Trad., Holger Obenaus, Norbert Zucker, C. Newman                          | 3:07  |
| 9.  | „Let’s Keep the Fire Burning“ Trad., Holger Obenaus, Norbert Zucker, C. Newman        | 3:01  |
| 10. | „You’re My Guardian Angel“ Trad., Holger Obenaus, Norbert Zucker, C. Newman           | 3:05  |
| 11. | „The Miracle of You“ Trad., Holger Obenaus, Norbert Zucker, C. Newman                 | 3:04  |
| 12. | „Light the Fire“ Trad., Holger Obenaus, Norbert Zucker, C. Newman                     | 3:07  |
| 13. | „You’re the One and Only“ Trad., Holger Obenaus, Norbert Zucker, C. Newman            | 2:35  |
| 14. | „Winter Wonderland“ Felix Bernard, Dick Smith                                         | 3:24  |
| 15. | „White Christmas“ Irving Berlin                                                       | 3:36  |
| 16. | „Sleep My Baby Tonight“ Trad., Holger Obenaus, Norbert Zucker, C. Newman              | 4:02  |
| 17. | „Coming Home for Christmas“ (Video) (Die-Toggo-5-Version)                             | 3:23  |
| 18. | „Coming Home for Christmas“ (Video)                                                   | 3:23  |

Special Interest-Album
| #   | Titel                                                                                                  | Dauer |
| --- | --- | ----- |
| 1.  | „Bling Bling Here Bling Bling There“ (Single-Version) Trad., Holger Obenaus, Norbert Zucker, C. Newman | 3:15  |
| 2.  | „Coming Home for Christmas“ Trad., Holger Obenaus, Norbert Zucker, C. Newman                           | 3:23  |
| 3.  | „Feliz Navidad“ José Feliciano                                                                         | 4:00  |
| 4.  | „You’re My Guardian Angel“ Trad., Holger Obenaus, Norbert Zucker, C. Newman                            | 3:05  |
| 5.  | „Let’s Keep the Fire Burning“ Trad., Holger Obenaus, Norbert Zucker, C. Newman                         | 3:01  |
| 6.  | „Let’s Go for a Ride“ Trad., Holger Obenaus, Norbert Zucker, C. Newman                                 | 2:40  |
| 7.  | „The Miracle of You“ Trad., Holger Obenaus, Norbert Zucker, C. Newman                                  | 3:04  |
| 8.  | „Only Love“ Trad., Holger Obenaus, Norbert Zucker, C. Newman                                           | 3:13  |
| 9.  | „Sleep My Baby Tonight“ Trad., Holger Obenaus, Norbert Zucker, C. Newman                               | 4:02  |
| 10. | „Song of Joy“                                                                                          | 3:05  |
| 11. | „Sweet Inspiration“ Trad., Holger Obenaus, Norbert Zucker, C. Newman                                   | 3:09  |
| 12. | „White Christmas“ Irving Berlin                                                                        | 3:36  |
| 13. | „Winter Wonderland“ Felix Bernard, Dick Smith                                                          | 3:24  |
| 14. | „X-Mas Toy“ Trad., Holger Obenaus, Norbert Zucker, C. Newman                                           | 3:07  |
| 15. | „You’re the One and Only“ Trad., Holger Obenaus, Norbert Zucker, C. Newman                             | 2:35  |

## Coming Home for Christmas
Als einzige Singleauskopplung des Albums Christmas World erschien das Weihnachtslied Coming Home for Christmas am 11. November 2005 in Deutschland, Österreich und in der Schweiz. Das Lied schaffte es in Deutschland auf Platz acht und hielt sich hier 15 Wochen in den Singlecharts. In Österreich schaffte es der Song auf Position fünf; blieb hier sieben Wochen vertreten. In der Schweiz belegte das Stück Platz neun und war neun Wochen hier in den Charts. Die Regie beim Dreh des Musikvideos führte Mark Feuerstake für dessen Produktionsfirma Mark Feuerstake Filmproduktion. Tatjana Richartz war die Maskenbildnerin. Der Kameraassistent war Marco Dreckmann. Im Clip sind alle vier Bandmitglieder zuerst einzeln an einem Fenster sitzend zu sehen. Später fahren sie mit einem Track durch die Schneelandschaft und retten zuerst einen alten Mann und danach einen allein gelassenen Hund. Dies soll die Freude am Weihnachtsfest und die Liebe zu Lebewesen darstellen. Das Musikvideo klingt mit einer Weihnachtsfeier aus. Zudem wurde auch eine zweite Version des Videos gedreht; diesmal mit den TOGGO 5 Stars.
Die Single erschien in zwei verschiedenen Versionen. Die 2-Track-Version beinhaltet neben dem Lied auch das Video. Das Coverbild besteht aus einer grünen Weihnachtskugel; in dessen Mitte befindet sich das Logo der Band. Die Standard-Single enthält zudem noch einige Remixe des Titels. Das Cover wurde, wie auch das des Albums, von Frank Schemmann erstellt. Dort stehen die vier Bandmitglieder nebeneinander vor einem blauen Hintergrund. Im Jahre 2009 coverte Vicky Chassioti (Cherona) den Song und veröffentlichte ihn als ihre Debüt-Solo-Single am 20. November 2009. Im Dezember 2017 veröffentlichte Jamie-Lee Kriewitz den Song.

## Charts und Chartplatzierungen
| ChartsChartplatzierungen | Höchstplatzierung | Wochen |
| ------------------------ | ----------------- | ------ |
| Deutschland (GfK)        | 12 (5 Wo.)        | 5      |
| Österreich (Ö3)          | 5 (5 Wo.)         | 5      |
| Schweiz (IFPI)           | 26 (5 Wo.)        | 5      |